# Croton emporiorum
Espèce
Croton emporiorum est une espèce de plantes à fleurs du genre Croton et de la famille des Euphorbiaceae, présente du sud de la Bolivie jusqu'en Argentine (Salta).